# John Newcombe
John Newcombe, właśc. John David Newcombe (ur. 23 maja 1944 w Sydney) – australijski tenisista, zwycięzca 26 turniejów wielkoszlemowych, lider rankingu ATP w grze pojedynczej, zdobywca Pucharu Davisa.
Newcombe uznawany jest za jednego z najwybitniejszych tenisistów rodem z Australii.

## Życie prywatne
Newcombe jest mężem byłej niemieckiej tenisistki Angeliki Pfannenburg.
W 1986 roku uhonorowany został miejscem w Międzynarodowej Tenisowej Galerii Sławy, a w 1998 w Australijskiej Tenisowej Galerii Sławy.
W 2010 roku przeszedł operację w związku z rakiem skóry.

## Kariera tenisowa
Od 1960 roku zaczął występować w turniejach tenisowych, w 1968 zostając zawodowcem wraz z rozpoczęciem ery open. Jeszcze jako amator wygrał wielkoszlemowy Wimbledon i U.S. National Championships w singlu, a w deblu 2–krotnie Australian Championships, French Championships, 2–krotnie Wimbledon oraz U.S. National Championships.
W singlu został łącznie zwycięzcą 7 turniejów Wielkiego Szlema oraz finalistą 3 imprez tej rangi. W deblu triumfował 17 razy przy 4 przegranych finałach. 12 tytułów gry podwójnej zdobył wspólnie z Tonym Roche. Przed erą open 2 razy został mistrzem rozgrywek Wielkiego Szlema w mikście, wspólnie z Margaret Smith Court. Osiągnął ponadto 1 finał gry mieszanej.
Newcombe reprezentował Australię w Pucharze Davisa, w latach 1963–1967, 1973, 1975–1976. Odniósł w tym czasie z drużyną narodową 5 zwycięstw, w latach 1964–1967 i 1973. Zagrał w 34 meczach odnosząc 25 wygranych (bilans 16–7 w singlu i 9–2 w deblu).
W rankingach światowych osiągnął pozycję lidera w singlu w 1967 roku, oraz w komputerowej klasyfikacji ATP (3 czerwca 1974). W zestawieniu gry podwójnej również był liderem, jednak po wprowadzeniu rankingu komputerowego najwyżej był na 455. pozycji (3 stycznia 1983).
Po zakończeniu zawodniczej kariery, w latach 1994–2000 był kapitanem reprezentacji Australii w Pucharze Davisa. W 1999 Australia, pod przewodnictwem Newcombe, wygrała finał 3:2 z Hiszpanią.

### Finały w turniejach wielkoszlemowych

#### Gra pojedyncza (7–3)
| Końcowy wynik | Nr | Data | Turniej                                   | Nawierzchnia | Przeciwnik      | Wynik finału            |
| ------------- | -- | ---- | ----------------------------------------- | ------------ | --------------- | ----------------------- |
| Finalista     | 1. | 1966 | U.S. National Championships, Forest Hills | Trawiasta    | Fred Stolle     | 6:4, 10:12, 3:6, 4:6    |
| Zwycięzca     | 1. | 1967 | Wimbledon, Londyn                         | Trawiasta    | William Bungert | 6:3, 6:1, 6:1           |
| Zwycięzca     | 2. | 1967 | U.S. National Championships, Forest Hills | Trawiasta    | Clark Graebner  | 6:4, 6:4, 8:6           |
| Finalista     | 2. | 1969 | Wimbledon, Londyn                         | Trawiasta    | Rod Laver       | 4:6, 7:5, 4:6, 4:6      |
| Zwycięzca     | 3. | 1970 | Wimbledon, Londyn                         | Trawiasta    | Ken Rosewall    | 5:7, 6:3, 6:2, 3:6, 6:1 |
| Zwycięzca     | 4. | 1971 | Wimbledon, Londyn                         | Trawiasta    | Stan Smith      | 6:3, 5:7, 2:6, 6:4, 6:4 |
| Zwycięzca     | 5. | 1973 | Australian Open, Melbourne                | Trawiasta    | Onny Parun      | 6:3, 6:7, 7:5, 6:1      |
| Zwycięzca     | 6. | 1973 | US Open, Forest Hills                     | Trawiasta    | Jan Kodeš       | 6:4, 1:6, 4:6, 6:2, 6:3 |
| Zwycięzca     | 7. | 1975 | Australian Open, Melbourne                | Trawiasta    | Jimmy Connors   | 7:5, 3:6, 6:4, 7:6      |
| Finalista     | 3. | 1976 | Australian Open, Melbourne                | Trawiasta    | Mark Edmondson  | 7:6, 3:6, 6:7, 1:6      |

#### Gra podwójna (17–4)
| Końcowy wynik | Nr  | Data | Turniej                                   | Nawierzchnia | Partner          | Przeciwnicy                  | Wynik finału                |
| ------------- | --- | ---- | ----------------------------------------- | ------------ | ---------------- | ---------------------------- | --------------------------- |
| Finalista     | 1.  | 1963 | Australian Championships, Adelaide        | Trawiasta    | Ken Fletcher     | Bob Hewitt Fred Stolle       | 2:6, 6:3, 3:6, 6:3, 3:6     |
| Finalista     | 2.  | 1964 | French Championships, Paryż               | Ceglana      | Tony Roche       | Roy Emerson Ken Fletcher     | 5:7, 3:6, 6:3, 5:7          |
| Zwycięzca     | 1.  | 1965 | Australian Championships, Melbourne       | Trawiasta    | Tony Roche       | Roy Emerson Fred Stolle      | 3:6, 4:6, 13:11, 6:3, 6:4   |
| Zwycięzca     | 2.  | 1965 | Wimbledon, Londyn                         | Trawiasta    | Tony Roche       | Ken Fletcher Bob Hewitt      | 7:5, 6:3, 6:4               |
| Finalista     | 3.  | 1966 | Australian Championships, Melbourne       | Trawiasta    | Tony Roche       | Roy Emerson Fred Stolle      | 9:7, 3:6, 8:6, 12:14, 10:12 |
| Zwycięzca     | 3.  | 1966 | Wimbledon, Londyn                         | Trawiasta    | Ken Fletcher     | William Bowrey Owen Davidson | 6:3, 6:4, 3:6, 6:3          |
| Zwycięzca     | 4.  | 1967 | Australian Championships, Melbourne       | Trawiasta    | Tony Roche       | William Bowrey Owen Davidson | 3:6, 6:3, 7:5, 6:8, 8:6     |
| Zwycięzca     | 5.  | 1967 | French Championships, Paryż               | Ceglana      | Tony Roche       | Roy Emerson Ken Fletcher     | 6:3, 9:7, 12:10             |
| Zwycięzca     | 6.  | 1967 | U.S. National Championships, Forest Hills | Trawiasta    | Tony Roche       | William Bowrey Owen Davidson | 6:8, 9:7, 6:3, 6:3          |
| Zwycięzca     | 7.  | 1968 | Wimbledon, Londyn                         | Trawiasta    | Tony Roche       | Ken Rosewall Fred Stolle     | 3:6, 8:6, 5:7, 14:12, 6:3   |
| Zwycięzca     | 8.  | 1969 | French Open, Paryż                        | Ceglana      | Tony Roche       | Roy Emerson Rod Laver        | 4:6, 6:1, 3:6, 6:4, 6:4     |
| Zwycięzca     | 9.  | 1969 | Wimbledon, Londyn                         | Trawiasta    | Tony Roche       | Tom Okker Marty Riessen      | 7:5, 11:9, 6:3              |
| Zwycięzca     | 10. | 1970 | Wimbledon, Londyn                         | Trawiasta    | Tony Roche       | Ken Rosewall Fred Stolle     | 10:8, 6:3, 6:1              |
| Zwycięzca     | 11. | 1971 | Australian Open, Melbourne                | Trawiasta    | Tony Roche       | Tom Okker Marty Riessen      | 6:2, 7:6                    |
| Zwycięzca     | 12. | 1971 | US Open, Forest Hills                     | Trawiasta    | Roger Taylor     | Stan Smith Erik van Dillen   | 6:7, 6:3, 7:6, 4:6, 7:6     |
| Finalista     | 4.  | 1972 | US Open, Forest Hills                     | Trawiasta    | Owen Davidson    | Cliff Drysdale Roger Taylor  | 4:6, 6:7, 3:6               |
| Zwycięzca     | 13. | 1973 | Australian Open, Melbourne                | Trawiasta    | Malcolm Anderson | John Alexander Phil Dent     | 6:3, 6:4, 7:6               |
| Zwycięzca     | 14. | 1973 | French Open, Paryż                        | Ceglana      | Tom Okker        | Jimmy Connors Ilie Năstase   | 6:1, 3:6, 6:3, 5:7, 6:4     |
| Zwycięzca     | 15. | 1973 | US Open, Forest Hills                     | Trawiasta    | Owen Davidson    | Rod Laver Ken Rosewall       | 7:5, 2:6, 7:5, 7:5          |
| Zwycięzca     | 16. | 1974 | Wimbledon, Londyn                         | Trawiasta    | Tony Roche       | Bob Lutz Stan Smith          | 8:6, 6:4, 6:4               |
| Zwycięzca     | 17. | 1976 | Australian Open, Melbourne                | Trawiasta    | Tony Roche       | Ross Case Geoff Masters      | 7:6, 6:4                    |

#### Gra mieszana (2–1)
| Końcowy wynik | Nr | Data | Turniej                                   | Nawierzchnia | Partnerka            | Przeciwnicy                       | Wynik finału                 |
| ------------- | -- | ---- | ----------------------------------------- | ------------ | -------------------- | --------------------------------- | ---------------------------- |
| Zwycięzca     | 1. | 1964 | U.S. National Championships, Forest Hills | Trawiasta    | Margaret Smith Court | Judy Tegart-Dalton Ed Rubinoff    | 10:6, 4:6, 6:3               |
| Zwycięzca     | 2. | 1965 | Australian Championships, Melbourne       | Trawiasta    | Margaret Smith Court | Robyn Ebbern Owen Davidson        | nie rozegrano, opady deszczu |
| Finalista     | 1. | 1965 | French Championships, Paryż               | Ceglana      | Maria Bueno          | Margaret Smith Court Ken Fletcher | 4:6, 4:6                     |